# Volkswagen Iltis
Volkswagen Iltis (Iltis з нім. - «тхір».) або Volkswagen Typ 183  був основним позашляховиком в Бундесвері до появи Mercedes Wolf (Mercedes-Benz G-Класу). Даний позашляховик став наступником моделі DKW Munga і ідеологічно подібний до таких Kϋbelwagen як легендарний Volkswagen Тур 82 і його післявоєнна репліка VW 181. Цілі перед виробництвом були сформовані замовником по-військовому чітко: швидкість не менше 100 км/год, вантажопідйомність не менше 500 кг, здатність долати ухили під кутом не менше 60° і водні перешкоди глибиною не менше півметра. Крім того, автомобіль був максимально наближений до цивільних, тобто вузли і агрегати можна було легко замінити. Все це робило Iltis простим і надійним військовим позашляховиком. У далекому 1980-му, коли Дакар ще був справою ентузіастів-одинаків, швед Фредді Коттулінскі став переможцем на джипі VW Iltis. У 1983 році канадська фірма Bombardier купила у Volkswagen лізензію на виробництво Iltis і почала виробляти його для канадських військових. Всього було випущено 16 тисяч примірників. На даний момент машина перебуває на озброєнні в арміях Естонії, Канади, Бельгії та, частково, Німеччини. У німецькій армії з 1988 року також замінена більш дорогими Mercedes Wolf Mercedes-Benz G-Klasse.

## Технічні аспекти

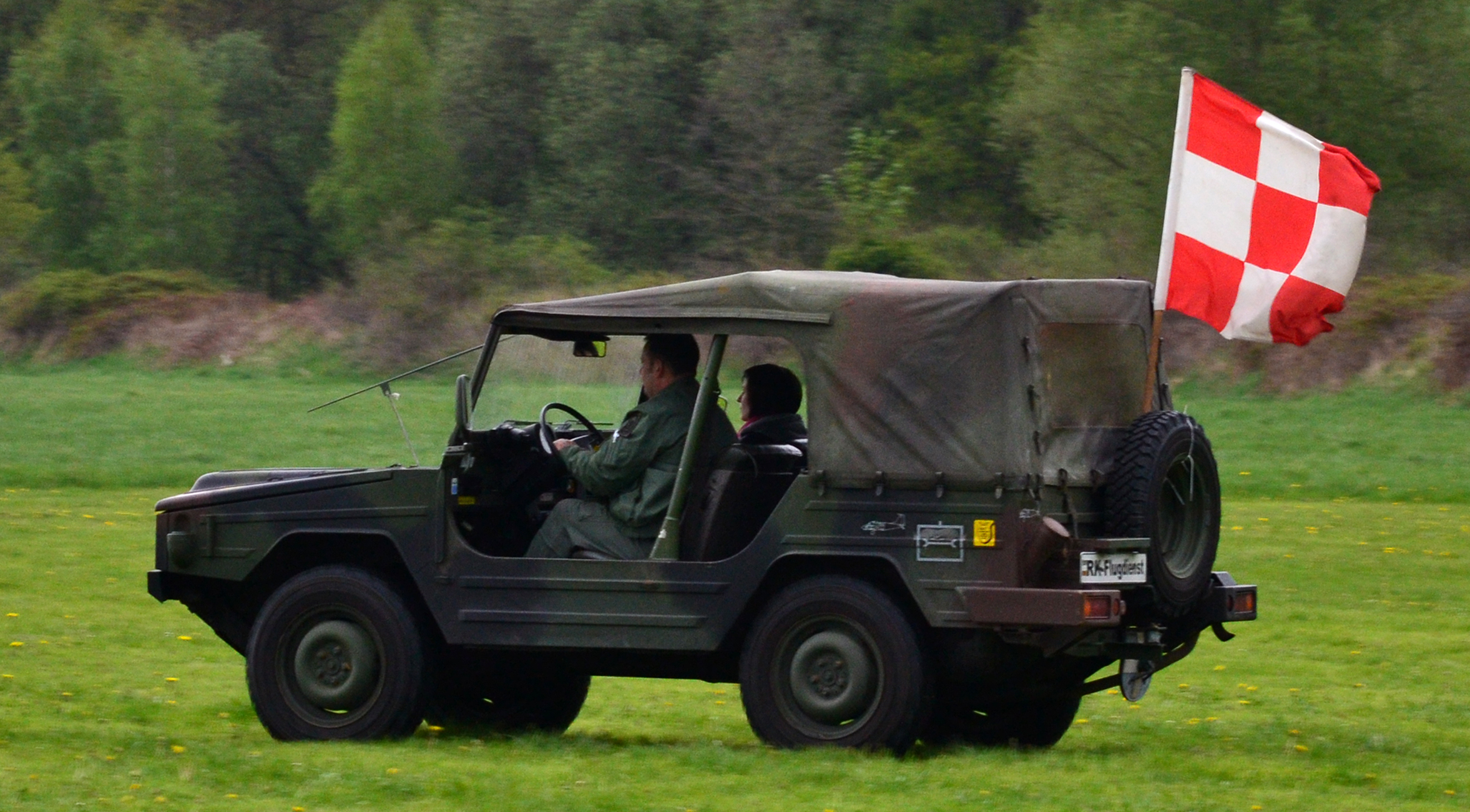

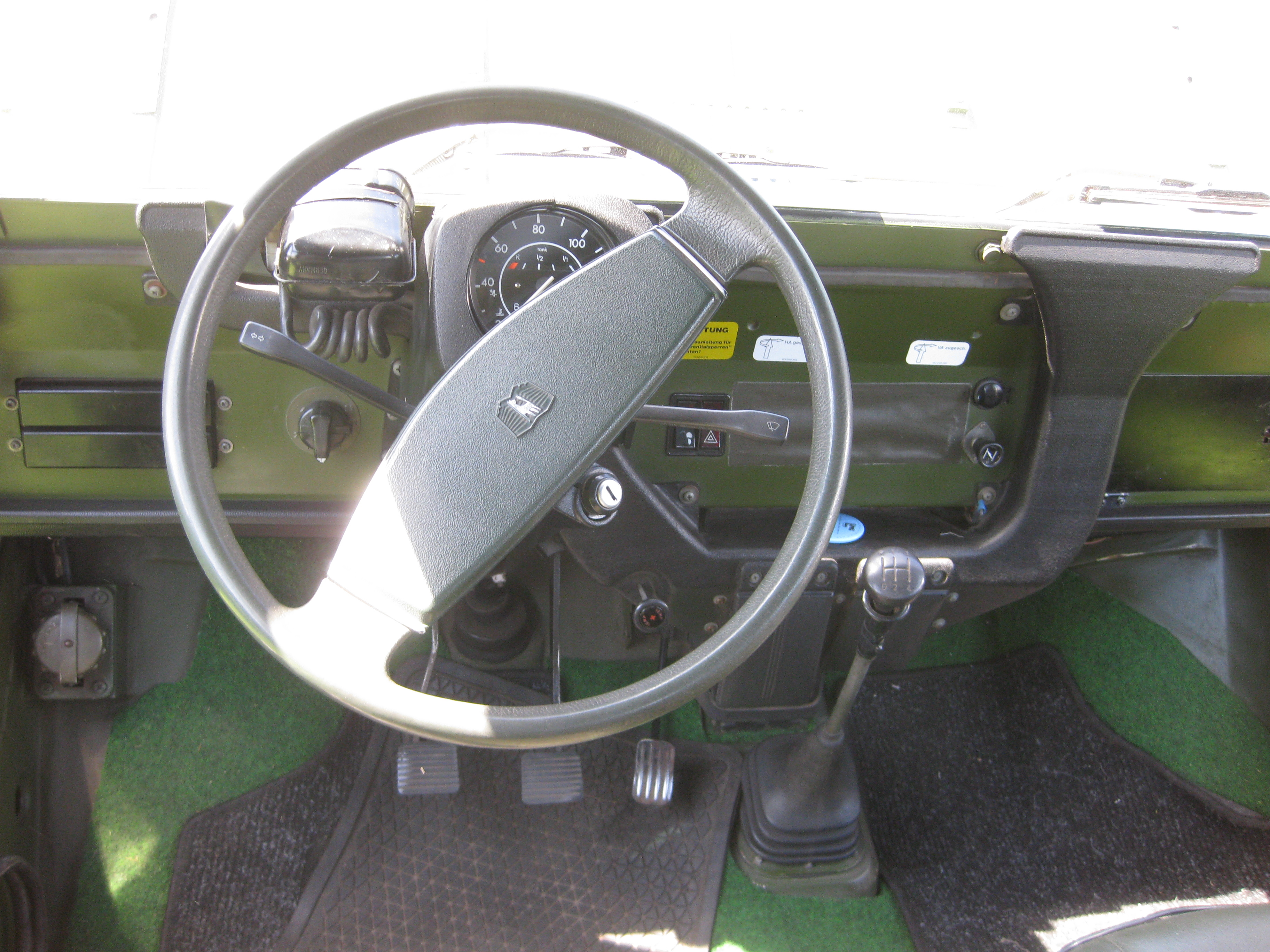
Салон

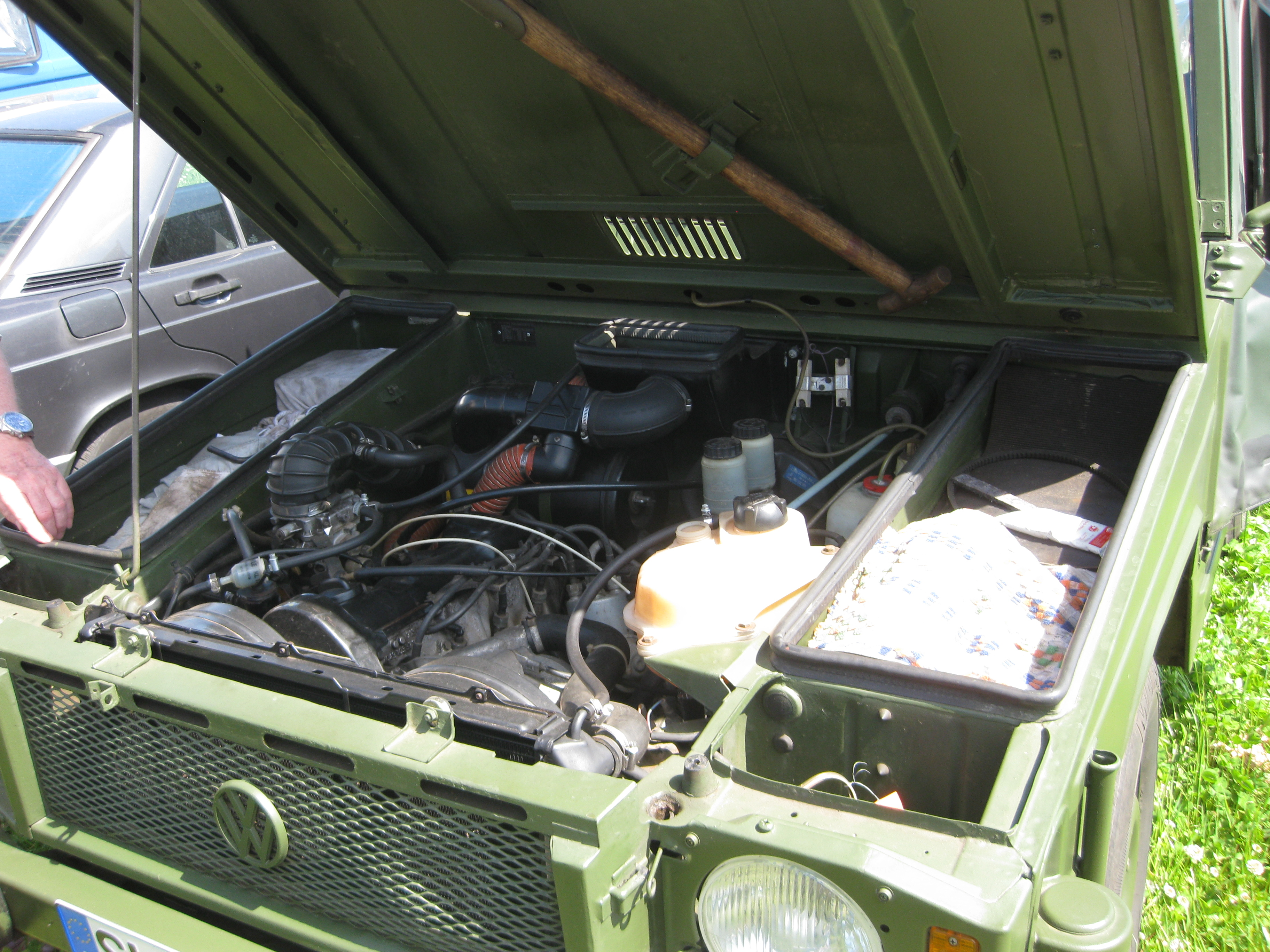
Двигун

Технічною базою Iltis послужив Volkswagen Golf. Передня і задня незалежні підвіски паралелограмного типу конструктивно були дуже простими і практично однаковими - знизу колеса підвішені на трикутних важелях, а в якості верхніх важелів і одночасно пружних елементів використані взаємозамінні між собою щілинні малолистові поперечні ресори.
Демультиплікатор, традиційний майже для всіх позашляховиків, у Iltis був відсутній, а знижена передача була в самій КПП. Постійний привід здійснювався на задній міст, передній же підключався, при цьому диференціал зробили з блокуванням. Крім того, задній міст оснащений примусовим блокуванням міжколісного диференціала.
У автомобіля було рамне шасі і досить герметичний кузов, що дозволяло Iltis трохи плавати. Надійність конструкції забезпечували в тому числі бампери з металевого швелера, звичайний брезентовий тент з застібками- «блискавками», відсутність будь-якої оббивки салону і приладова панель з одним єдиним приладом - спідометром.
Каркас безпеки захищає екіпаж машини в разі ймовірного перекидання - один з небагатьох недоліків Iltis полягає в тому, що на поворотах при їзді під ухил з великою швидкістю автомобіль має схильність до перекидання через повертати переднє колесо. Конструктори, які створили просту трансмісію, змушені були пожертвувати безпечним розміщенням центра ваги автомобіля і змістити двигун вперед.
У 1978-1988 рр. на Iltis встановлювали бензиновий карбюраторний двигун об'ємом 1,7 л (75 к.с.). Під «військові» потреби двигун практично не модернізувався - тільки система запалювання була зроблена водонепроникною. В середині 80-х встановлювали також дизель об'ємом 1,6 л (70 к.с.). Паливний бак ємністю 85 літрів забезпечував Iltis запас ходу не менше 700 км, а напруга бортової електромережі у Iltis відповідало стандартам НАТО і становило 24 В.

## Двигуни
- 1.7 l I4 75 к.с.
- 1.8 l Douvrin I4 75 (Citroën C44)
- 1.6 l diesel I4 70 к.с.

## Основні операторі
- Аргентина: Сухопутні війська Аргентини
- Бельгія: Сухопутні війська Бельгії
- Канада: Збройні сили Канади (замінили на Mercedes-Benz G-Клас)
- Естонія: Сухопутні війська Естонії (замінили на Mercedes-Benz G-Клас)
- Німеччина: Збройні сили Німеччини (замінили на Mercedes-Benz G-Клас)
- Північна Македонія: Збройні сили Північної Македонії